# Janus August Worm Paludan
Janus August Worm Paludan fue un diplomático danés.
- Janus August Worm Paludan fue hijo de Marie Louise Buli y Julio Paludan.
- En 1945 entró al Servicio Exterior danés.
- En 1949 fue nombrado jefe un departamento en el Ministerio de Asuntos Exteriores.
- En 1950 fue secretario de embajada en Londres.
- En 1951 fue secretario y consejero de embajada en Bonn.
- En 1957 fue consejero de embajada en París y la OTAN.
- En 1959 fue jefe interino del Departamento Legal y Política.
- En 1961 y 1965 fue Cónsul General en Leopoldville y Brazzaville.
- En 1962 fue embajador en Leopoldville.
- En 1963 fue delegado de reserva a la 18 reunión plenaria de la ONU en Nueva York.
- En 1965 fue Subsecretario General de Asuntos Jurídicos y Políticos, Secretario General Adjunto de Asuntos Políticos y Legales.
- De 1968 a 1972 fue embajador en Brasilia Brasil.
- De 1972 a 1976 fue embajador en Pekín.[3]